# خليف بني سليمان (ساة)
'

تعديل مصدري - تعديل

خليف بني سليمان هي إحدى قرى عزلة ساه بمديرية ساة التابعة لمحافظة حضرموت، بلغ تعداد سكانها 13 نسمة حسب تعداد اليمن لعام 2004.